# イ・ミヨン
イ・ミヨン（李美姸、1971年9月23日 - ）は、韓国の女優。STARSHIPエンターテインメント所属。

## 略歴
ソウル市生まれ。1988年から翌年にかけてKBS（韓国放送公社）で放送されたテレビドラマ『사랑의 기쁨』（愛の喜び）に出演してデビューした。1989年に公開された主演映画『행복은 성적순이 아니잖아요』（幸福は成績順じゃないでしょう）で1990年に百想芸術大賞映画部門の女性新人賞を受賞した。1992年に公開された映画『눈꽃』（雪花）で1993年に大鐘賞女優助演賞を受賞した。1992年にMBCで14回にわたって放送されたテレビドラマ『창 밖에는 태양이 빛났다』（窓の外には太陽が輝いていた）では男を破滅させる女ユミを演じて評価された。1994年まではテレビドラマと映画に出演し、1995年以降は映画俳優として活動した。『女校怪談』で1999年に再び大鐘賞女優助演賞を受賞し、『わが心のオルガン』で1999年に青龍映画賞女優助演賞を、『魚座』で2000年に青龍映画賞女優主演賞をそれぞれ受賞した。2001年にKBSの大河ドラマ『明成皇后』の主演者として連続テレビドラマに数年ぶりに出演した。その後イ・ビョンホンと共演した映画『純愛中毒』で2003年に大鐘賞女優主演賞を受賞し、唯川恵の小説を映画化した『肩ごしの恋人』で2008年に春史大賞映画祭女優主演賞を受賞した。

## 人物
本貫は広州李氏。東国大学校演劇映画科卒業。身長167センチメートル。

## 主な出演作品

### 映画
- ナンバー・スリー（1997年）
- モーテルカクタス（原題：모텔 선인장[6], 1997年）
- 女校怪談（1998年）
- 我が心のオルガン（1999年）
- 魚座（2000年）
- 黒水仙（2001年）
- インディアン・サマー（2001年）
- 純愛中毒（2002年）
- タイフーン/TYPHOON（2005年）
- 肩ごしの恋人（2007年）
- ある会社員（2012年）
- ハッピーログイン（原題：좋아해줘, 2015年）

### テレビドラマ
- ラブストーリー（1999年 - 2000年、SBS）第4話「オープン・エンディット」（1999年）[7] - ジャヨン役[8]
- 明成皇后（2001年 - 2002年、KBS） - 明成皇后役
- 愛に狂う（2007年、SBS） - ソ・ジニョン役
- キム・マンドク〜美しき伝説の商人（2010年、KBS） - 金萬徳（キム・マンドク）役
- 恋のスケッチ〜応答せよ1988〜（2015年-2016年、tvN） - 大人のソン・ドクソン役[9]